# Croix sommitale
Pour les articles homonymes, voir Croix (homonymie).

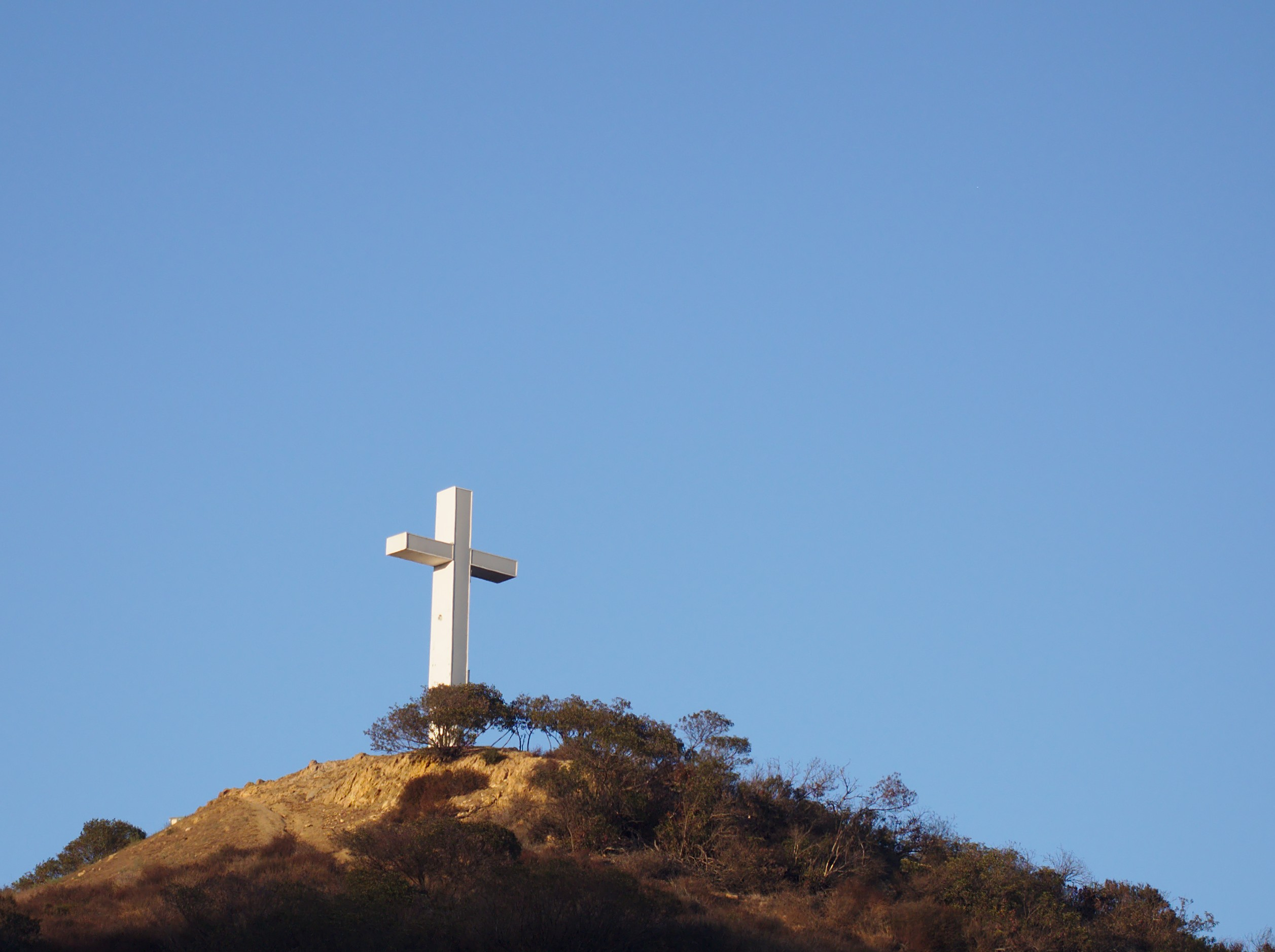
La Hollywood Cross, ou monument commémoratif du pèlerinage à Hollywood, vue depuis le col Cahuenga, Los Angeles, Californie, États-Unis.

Une croix sommitale est une croix située au sommet d'une montagne.
L'érection de monuments (cairn) ou de symboles religieux (obo, drapeau de prière) sur des reliefs ou des chemins en montagne est une pratique répandue dans le monde entier. Dès la fin du XIIIe siècle, de grandes croix sont installées à des cols alpins, comme au Birnlücke (de)  ou sur l'Arlberg. Certaines de ces croix servent également à marquer une frontière comme à San Valentino alla Muta (Curon Venosta, Tyrol du Sud). Construites en 1492, les croix du mont Aiguille sont un exemple précoce de croix érigées sur le sommet proprement dit.
La plus grande croix sommitale du monde (entrée dans le Livre Guinness des records en 2013) est la croix des Héros au pic Caraiman (en), dans les monts Bucegi en Roumanie. Elle a été érigée en 1928 pour honorer la mémoire des héros roumains de la Première Guerre mondiale.